# おかあさんといっしょのアニメーション

おかあさんといっしょのアニメーションは、NHKの教育番組「おかあさんといっしょ」の企画である。

## 歴代アニメーション

### 概要
1986年度から2018年度まで放送。それ以前は海外アニメだった。基本的に2014年度までと2017年度は全曜日放送だが、2015年度・2016年度・2018年度は土曜日のみの放送になっていた。

### アニメーション一覧
- こんなこいるかな（1986年度 - 1990年度）
- ふたりはなかよし（1991年度 - 1994年4月）
- ふしぎなあのこはすてきなこのこ（1994年5月 - 1997年4月、2010年度）
- スプーンひめのスイングキッチン（1997年4月 - 1998年度、2010年度）
- やんちゃるモンちゃ（1999年度 - 2001年度）
- でこぼこフレンズ（2002年度 - 2010年度）
- ともだち8にん（2011年度 - 2019年1月）

### 再放送
2010年3月29日から2011年3月22日まで、過去のアニメーションが曜日別で再放送が行われた。
再放送アニメーション
- でこぼこフレンズ（月・水・金曜）
- ふしぎなあのこはすてきなこのこ（火曜）
- パンツぱんくろう（木曜）
- スプーンひめのスイングキッチン（土曜）

2019年8月12日から8月17日にかけて放送された『おかあさんといっしょ 60年スペシャル』では、日替わりで再放送が行われた。
- ふたりはなかよし（8月12日）
- でこぼこフレンズ（8月13日）
- やんちゃるモンちゃ（8月14日）
- スプーンひめのスイングキッチン（8月14日）
- ふしぎなあのこはすてきなこのこ（8月15日）
- だんご3兄弟あっという間劇場（8月17日）

### シリーズの特徴
断りがない限り、本節以降は2023年現在の記載であり、また兼任ものも含む。

#### キャラクター設定
作品よって様々で中には放送途中で追加されるアニメーションもある。
主人公設定は「メインキャラクターの中のいずれか1キャラクター」、「ダブル主人公」、「単独のみ」の3つに分けられる。
1. メインキャラクターの中のいずれか1キャラクター - 『こんなこいるかな』、『ふしぎなあのこはすてきなこのこ』、『でこぼこフレンズ』、『ともだち8にん』
2. ダブル主人公 - 『ふたりはなかよし』
3. 単独のみ - 『スプーンひめのスイングキッチン』、『やんちゃるモンちゃ』

メインキャラクターのメンバーは以下の4パターンに分かれている。
1. 同性同士 - 『こんなこいるかな』（男の子同士）
2. 兄弟姉妹 - 『ふたりはなかよし』（3兄妹）
3. 複数の男性+女性1人（紅一点） - 『ふしぎなあのこはすてきなこのこ』（きゃっぴー）、『スプーンひめのスイングキッチン』（スプーン姫）、『やんちゃるモンちゃ』（ネコにゃ）
4. 男性多め+女性少なめ - 『でこぼこフレンズ』（男性20人、女性4人）、『ともだち8にん』（男子5人、女子4人）

容姿は以下の7パターンに分かれている。
1. 作品オリジナル - 『こんなこいるかな』のたずら・ぽっけ・ぽいっと・ぴかっと・がんがん・まねりん・なあに、『でこぼこフレンズ』のオオガーラ・ムクムク・なになに・まる
2. 植物や木の実などをモチーフ - 『こんなこいるかな』のやだもん（サボテン）、『でこぼこフレンズ』のどんぐりん（ドングリ）・サボサボ（サボテン）
3. 食べ物をモチーフ - 『こんなこいるかな』のぶるる（ナス）・もぐもぐ（クリ）、げらら（柏餅）、はっぴ（洋ナシ）、『でこぼこフレンズ』のはなはなマロン（クリ）・たまごおうじ（たまご）・フォッフォ（ビスケット）、『ともだち8にん』のワックン（ナツミカン）・ヤァヤ（お豆）
4. 人間キャラクター - 『ふたりはなかよし』のグー・スー・リロリロ、『でこぼこフレンズ』のケン・バーン・くいしんボン、『ともだち8にん』のマーシャ
5. 動物などをモチーフ - 『ふしぎなあのこはすてきなこのこ』のいっかく（サイ）・しっぴー（ネズミ）・がおーね（ライオン）・がっぽ（ワニ）・きゃっぴー（ネコ）・むー（バク）・ぽこぴー（ペンギン）、『やんちゃるモンちゃ』のモンちゃ（サル）・ネコにゃ（ネコ）・ムク（イヌ）・ドラ（トラ）、『でこぼこフレンズ』のあなくま（モグラ+クマ）・ペッタン（サル）、『ともだち8にん』のトッピィ（ヒラメ）
6. 物をモチーフ - 『スプーンひめのスイングキッチン』のスプーン姫（スプーン）・カップ君（カップ）・フォーク王子（フォーク）、『でこぼこフレンズ』のふじおばば（富士山）・じょうろう（じょうろ）・カランコロン（コップ）・つぼちん（壺）・ポッコンパッコン（だるま落とし）、『ともだち8にん』のゴンチャ（だるま）・ユルリ（携帯電話）・ニージョ（虹）・ボッチ（手袋）
7. 形などをモチーフ - 『でこぼこフレンズ』のメロディーヌ（八分音符）、『ともだち8にん』のニコ（ト音記号）

##### メインキャラクターの性格
主人公もしくはメイン主人公キャラクターは多種多様であり、概ね以下の8パターンに分けられる。
1. わがまま - 『こんなこいるかな』のやだもん
2. のんびり屋さん - 『ふたりはなかよし』のグー
3. おしゃまでませている - 『ふたりはなかよし』のスー
4. 怒りんぼ - 『ふしぎなあのこはすてきなこのこ』のいっかく
5. 少々おてんば - 『スプーンひめのスイングキッチン』のスプーン姫
6. 普段はいい子だが、あることを思いつくと悪戯する - 『やんちゃるモンちゃ』のモンちゃ
7. 敬語で話す真面目さん - 『でこぼこフレンズ』のはなはなマロン
8. ある趣味を所持 - 『ともだち8にん』のニコ（ほっぺっぺ）

次に主人公もしくはメイン主人公以外のメインキャラクターについて前述と同じく多種多様となり、一部例外もあるが、概ね以下の15パターンに分けられており、十人十色以上ある。
1. こわがりで泣き虫 - 『こんなこいるかな』のぶるる、『でこぼこフレンズ』のサボサボ
2. わんぱくでいたずらっ子 - 『こんなこいるかな』のたずら、『やんちゃるモンちゃ』のドラ、『でこぼこフレンズ』のペッタン
3. おっちょこちょい - 『こんなこいるかな』のぽっけ、『ふしぎなあのこはすてきなこのこ』のぽこぴー
4. 食いしん坊 - 『こんなこいるかな』のもぐもぐ、『でこぼこフレンズ』のくいしんボン
5. 頭脳明晰 - 『こんなこいるかな』のぴかっと、『ともだち8にん』のヤァヤとトッピィ
6. 好奇心旺盛 - 『こんなこいるかな』のなあに、『でこぼこフレンズ』のなになに
7. 笑い上戸 - 『こんなこいるかな』のげらら、『でこぼこフレンズ』のあなくま
8. 親切で温厚 - 『こんなこいるかな』のはっぴ、『でこぼこフレンズ』のまる
9. おしゃまでませている - 『ふしぎなあのこはすてきなこのこ』のきゃっぴー、『ともだち8にん』のマーシャ
10. のんびり屋さん - 『ふしぎなあのこはすてきなこのこ』のむー、『やんちゃるモンちゃ』のムク、『でこぼこフレンズ』のオオガーラ、『ともだち8にん』のユルリ
11. 礼儀正しい - 『スプーンひめのスイングキッチン』のカップ君、『でこぼこフレンズ』のケン・バーン
12. 落ち着いた性格 - 『やんちゃるモンちゃ』のネコにゃ、『ともだち8にん』のボッチ
13. 怒りんぼ - 『でこぼこフレンズ』のたまごおうじ、『ともだち8にん』のニージョ
14. ポジティブタイプ - 『でこぼこフレンズ』のメロディーヌ、『ともだち8にん』のワックン
15. 力持ち - 『でこぼこフレンズ』のつぼちん、『ともだち8にん』のゴンチャ

### テーマソング
全て今月の歌として使用されている。なお、『こんなこいるかな』や『でこぼこフレンズ』では放送途中で新キャラクターが追加されているが、テーマソングの映像は2つの手法があるため、下記で説明する。
- 新キャラクターが追加された時点で登場 - 『こんなこいるかな』（こんなこいるかな）
- 上記とは逆に追加されても登場しない - 『でこぼこフレンズ』（ぼくときみ）

## その他のアニメーション
- 交通安全アニメーション /幼児のためのアニメーション（1960年9月 - 1964年3月）
- シャピシャポー（1976年 - 1979年3月）
- Quaq Quao/AEIOU/Mio & Mao/en:The Red and the Blue (TV series)（1979年4月 - 1981年3月）[2]
「AEIOU」は1994年度から2002年度まで「プチプチ・アニメ」枠内で放送された後、2003年度に再びおかあさんといっしょ内で放送。
- マウス （1982年4月 - 1983年3月）
- ぼたんメーション /ひもメーション/キリメーション （1982年4月 - 1990年3月）
- パクシ/もんぴー（1994年4月 - 1996年3月、以後1999年3月まで不定期に放送。「パクシ」のみ2016年と2017年にも再放送有り）
「パクシ」と「もんぴー」は日替わりで放送。「パクシ」は2016年12月22から24日まで、1日2話ずつ計6話再放送。また、2017年8月1日から4日まで1日1話ずつ計4話再放送。（2017年8月1日は、「パクシのうた」（作詞・作曲・歌：みやざきみえこを放送）さらに、2017年8月14日から19日まで1日1話ずつ計6話再放送。
- だんご3兄弟あっという間劇場 （1999年10月 - 2004年3月）
- ぼくのともだち（1999年4月 - 2002年3月）
- パンツぱんくろう（2004年4月 - 2008年3月、2010年4月 - 2011年3月[3]）
- きょうはだれかな?
- よわむしモンスターズ（2012年12月 - 2017年2月）
2012年12月に冬特集内で放送。2013年1月からはレギュラー化し、土曜日に放送。2014年3月までは歌コーナーを挟む形で2話放送、2014年4月からは歌コーナーの後に1話放送、2016年5月から2017年2月までは今月の歌の直前に1話放送。
- もじもじおばけシリーズ
  - もじもじおばけ　ばけまつ（2014年4月 - 声：広橋涼）
  - もじもじおばけ　てんてんまる（2016年4月 - ）
もじもじおばけ　てんてんまるは、ばけまつの弟で、隔週で放送。
  - もじもじおばけ　おぎゃく（2016年6月 - ）
もじもじおばけ　おぎゃくは、ばけまつの妹で、隔週で放送。
- ひとくちどうわ（2016年4月 - 2019年3月）
ひとくちどうわと、よわむしモンスターズと、もじロックフェスにようこそと、げんしじんちゃんは、隔月で放送。
- げんしじんちゃん（2016年8月 - 2017年3月）
2016年8月の夏特集内で放送。2016年9月よりレギュラー放送開始。登場キャラクターの声は、おにいさんおねえさん4人が担当した。
げんしじんちゃんは小野あつこ、ごりらまんもすは横山だいすけ、とかいねこは上原りさ、ナレーションは小林よしひさ。
- へんてこライオン（2018年4月 - ）
- どれどれせんせい（2019年8月 - 2023年3月）
2019年の夏特集内で放送。2020年3月よりレギュラー化し、火曜日に放送。2022年4月からは土曜日に移動。